# فهرست جیپ‌های نظامی ایالات متحده آمریکا
این فهرست شامل وسایل نقلیه نظامی سبک چندمنظوره از نوعی است که عموماً از آن‌ها تحت عنوان «جیپ» یاد می‌شود و در رده‌بندی دارای قابلیت حمل بار به وزن ۱⁄۲ تن قرار می‌گیرند. این خودروها اولین بار توسط خودروسازان ایالات متحده آمریکا تولید شده‌اند.

## جنگ جهانی دوم

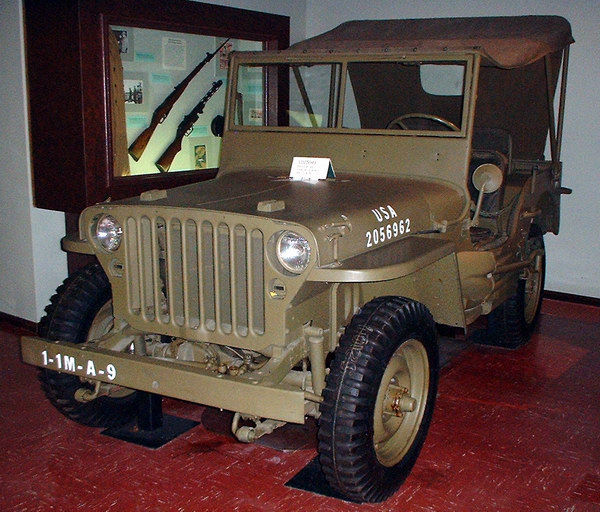
جیپ مربوط به دوران جنگ جهانی دوم ساخته‌شده توسط فورد، که از طراحی ویلی-اورلند استفاده می‌کند.

| نام              | سال       | توضیحات     |
| ---------------- | --------- | ----------- |
| بنتام پایلوت     | ۱۹۴۰      | نمونه اولیه |
| بنتام بی‌آرتی     | ۱۹۴۰      | نمونه اولیه |
| ویلیس کواد       | ۱۹۴۰      | نمونه اولیه |
| فورد پیگمی       | ۱۹۴۰      | نمونه اولیه |
| باد فورد         | ۱۹۴۰      | نمونه اولیه |
| فورد جی‌پی        | ۱۹۴۱      | نمونه اولیه |
| ویلیس ام‌ای       | ۱۹۴۱      | نمونه اولیه |
| بنتام بی‌آرسی     | ۱۹۴۱      | نمونه اولیه |
| ویلیس ام‌تی       | ۱۹۴۱      | نمونه اولیه |
| ویلیس ام‌بی       | ۱۹۴۱–۱۹۴۴ | نمونه اولیه |
| فورد جی‌تی‌بی۱     | ۱۹۴۲–۱۹۴۳ | نمونه اولیه |
| ویلیس ام‌بی       | ۱۹۴۱–۱۹۴۴ | نمونه اولیه |
| فورد جی‌پی‌دبلیو   | ۱۹۴۲–۱۹۴۵ | نمونه اولیه |
| ویلی دبلیوای‌سی   | ۱۹۴۳      | نمونه اولیه |
| ولیس ام‌ال‌دبلیو-۱ | ۱۹۴۴      | نمونه اولیه |
| ولیس ام‌ال‌دبلیو-۲ | ۱۹۴۴      | نمونه اولیه |

## پس از جنگ جهانی دوم

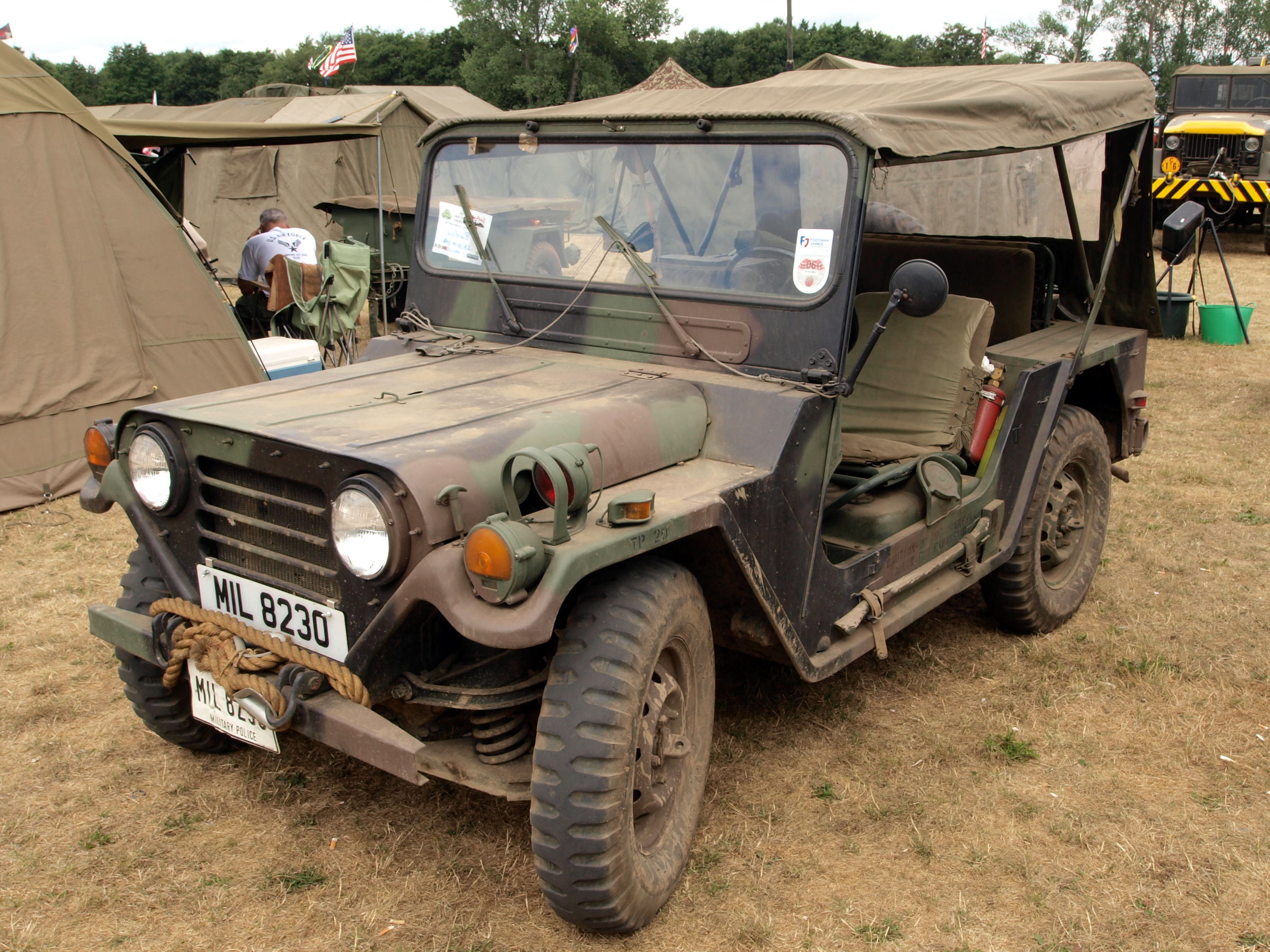
فورد ام۱۵۱ – جیپ آمریکایی که برای طولانی‌ترین مدت مورد استفاده قرار گرفت

| نام                    | سال       | توضیحات |
| ---------------------- | --------- | --- |
| ام ۳۸                  | ۱۹۴۹–۱۹۵۲ | ویلیس ام‌سی |
| سی‌جی‌وی                 | ۱۹۵۲–۱۹۴۹ | قابلیت عبور از آب‌های عمیق؛ ۱٬۰۰۰ دستگاه برای سپاه تفنگداران دریایی ساخته شد |
| ام۳۸ای۱                | ۱۹۵۰      | - |
| ام۳۸ای۱سی              | ۱۹۵۷–۱۹۵۲ | مجهز به توپ بدون لگد ضد تانک ۱۰۵/۱۰۶ میلی‌متری |
| ام ۱۷۰                 | ۱۹۵۷–۱۹۵۲ | آمبولانس |
| ویلیس بی‌سی باب‌کت       | ۱۹۵۳      | شناخته‌شده با نام «آئرو جیپ» — نمونهٔ اولیهٔ یک جیپ بسیار کوچک و سبک‌وزن (۶۶۹ کیلوگرم (۱٬۴۷۵ پوند))، به‌منظور حمل آسان‌تر توسط بالگردهای هم‌عصر خود، متعاقباً به نفع طرح ام۴۲۲ شرکت ای‌ام‌سی رد شد. |
| ام۳۸ای۱دی              | ۱۹۵۵      | - |
| ای‌ام‌سی‌ام۴۲۲ مایتی مایت | ۱۹۶۲–۱۹۵۹ | - |
| فورد ام۱۵۱             | ۱۹۸۲–۱۹۶۰ | - |
| فورد ام۱۵۱ ای۱         | ۱۹۷۰–۱۹۶۴ | - |
| ام۷۱۸                  | ۱۹۶۴–۱۹۶۰ | آمبولانس |
| ام۱۵۱ ای۲              | ۱۹۸۲–۱۹۷۰ | - |
| ام۱۵۱ ای ۱ سی          | ۱۹۷۰–۱۹۶۴ | سکوی تسلیحاتی |
| ام۷۱۸ ای۱              | ۱۹۸۲–۱۹۷۰ | آمبولانس |
| ام۸۲۵                  | ۱۹۶۸–۱۹۶۰ | سکوی تسلیحاتی |
| ام۶۰۶                  | ۱۹۶۸–۱۹۶۰ | - |

## وسایل نقلیه مرتبط با جیپ بدون شباهت به مفهوم خودروهای جیپ

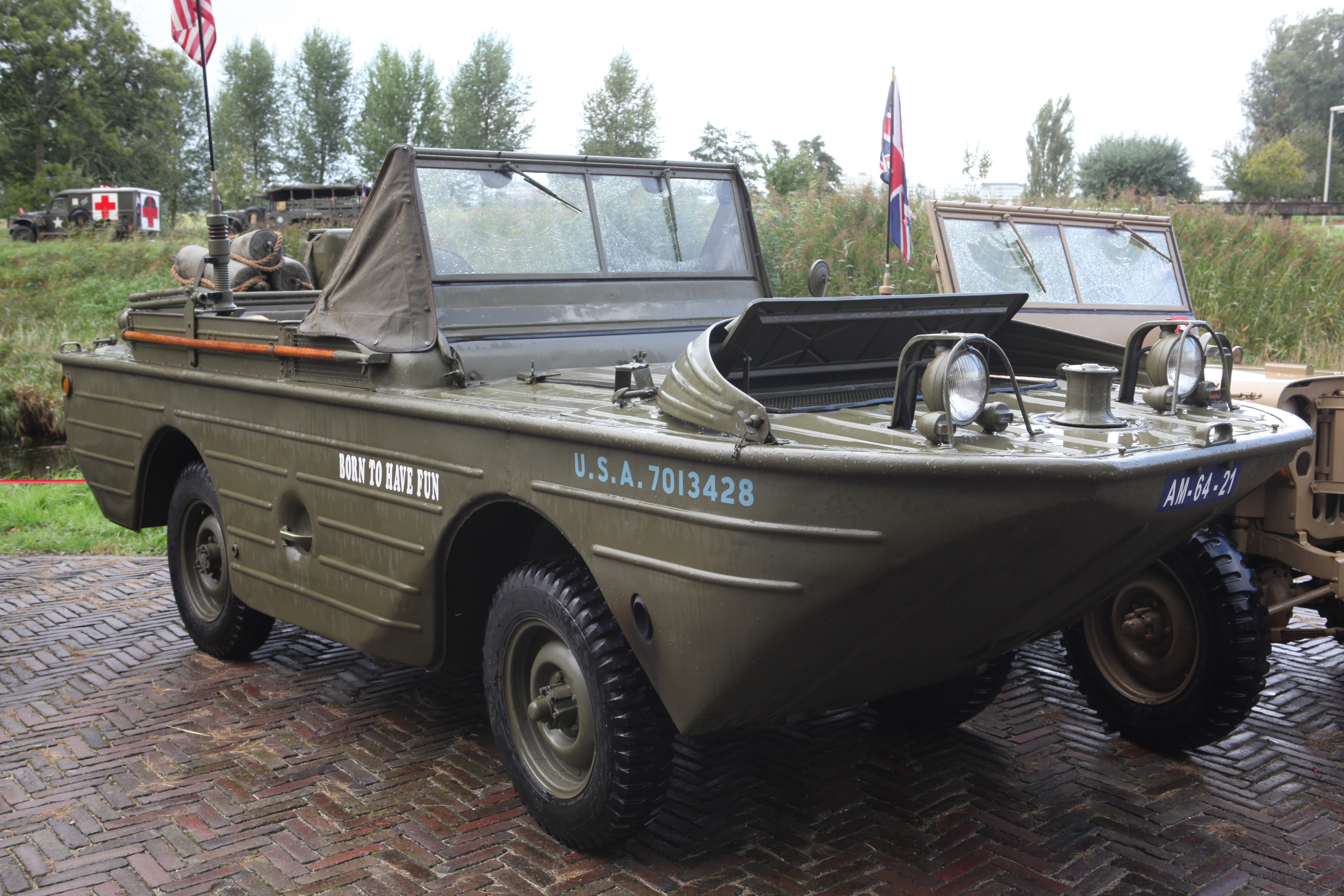
فورد جی‌پی‌دبلیو در کنار یک جیپ معمولی جنگ جهانی دوم

ایالات متحده همچنین از خودروهای نظامی استفاده کرده‌است که مستقیماً با جیپ‌ها مرتبط بوده، یا دارای نام تجاری ویلیس / جیپ هستند، اما به‌طور قابل توجهی از مفهوم خودروهای جیپ فاصله گرفته‌اند:

### جیپ دوزیست (جنگ جهانی دوم)
| نام           | سال       | توضیحات                                                                                  |
| ------------- | --------- | ---------------------------------------------------------------------------------------- |
| فورد جی پی ای | ۱۹۴۳–۱۹۴۲ | یک خودروی ضدآب دوزیست، مشابه دی‌یوکی‌دبلیو، اما از نظر مکانیکی یکسان با جیپ فورد جی‌پی‌دبلیو |

### خودروهای دارای نام تجاری ویلیس / جیپ، اما بدون تشابه به خودروهای جیپ
| نام                     | سال       | توضیحات |
| ----------------------- | --------- | --- |
| جیپ فوروارد کنترل       | ۱۹۶۵–۱۹۵۶ | گونه نظامی                                                                                                 |
| وانت ام۶۷۶              | ۱۹۶۵–۱۹۵۶ | باربری |
| وانت ام۶۷۷              | ۱۹۶۵–۱۹۵۶ | باربری دبلیو۴                                                                                              |
| وانت ام ۶۷۸             | ۱۹۶۵–۱۹۵۶ | باربری |
| وانت ام ۶۷۹             | ۱۹۶۵–۱۹۵۶ | آمبولانس                                                                                                   |
| ویلیس اکس‌ام۴۴۳/ام۴۴۳ئی۱ | ۱۹۵۸–۱۹۶۰ | نمونه‌های اولیه ۳⁄۴تن با کفهٔ کم‌ارتفاع و موتور نصب‌شده در وسط، قابل مقایسه اما بزرگ‌تر از ام۲۷۴ «مکانیکال مول» |
| وانت ام ۷۱۵             | ۱۹۶۷–۱۹۶۹ | بر پایه خودروی تجاری کایزر جیپ گلادیاتور                                                                   |